# Nassaria spinigera
Nassaria spinigera är en snäckart som först beskrevs av Hayashi och Tadashige Habe 1965.  Nassaria spinigera ingår i släktet Nassaria och familjen valthornssnäckor. Inga underarter finns listade i Catalogue of Life.